# No niego mi pasado
No niego mi pasado es una película musical mexicana de 1952 dirigida por Alberto Gout y protagonizada por Ninón Sevilla y Roberto Cañedo. 

## Argumento
Mientras se reúne con su amante, Susana (Ninón Sevilla) es descubierta por su marido, Leonardo (Luis Aldás). Aparentemente ella lo balea, sin embargo, después se descubre que ambos son unos vividores que han recorrido Sudamérica chantajeando a la gente. Mientras acechan a su próxima víctima en Acapulco (un millonario), Susana lo confunde con un caricaturista, Octavio (Roberto Cañedo), del cual se enamora. Incapaz de traicionarlo y jugar con él, Susana huye a Ciudad Juárez, donde viven sus padres. Sin embargo, Leonardo la encuentra y la obliga a volver con él. Mientras se encuentran en Puerto Rico, Susana se reencuentra con Octavio. Ambos huyen con ayuda de unos actores a Europa, de donde regresan años después con un niño en brazos. Sin embargo, en una fiesta de bienvenida, uno de los hombres que fue víctima de Susana la reconoce y se lo cuenta a Leonardo. Temerosa por su chantaje, Susana huye y reinicia su carrera como vedette en un cabaret. Poco después, Susana descubre en un periódico que su hijo ha sido secuestrado por Leonardo. Ella y Octavio lo confrontan y Susana termina asesinando a su ex-cómplice. Susana, Octavio y su hijo deciden huir. Su destino es incierto. 

## Reparto
- Ninón Sevilla ... Susana
- Roberto Cañedo ... Octavio
- Luis Aldás ... Leonardo
- José Baviera ... Ramón
- Aurora Walker ... Engracia
- Agustín Isunza
- Kiko Mendive

## Comentarios
Es sorprendente el inicio de esta cinta dirigida por Alberto Gout Gout y con argumento de Álvaro Custodio, que filman después de Aventurera (1949), la justamente reconocida como la mejor, y Sensualidad (1950). Sin embargo, poco a poco se descubren diálogos pretensiosos y viajes inexistentes (a Sudamérica y supuestos recorridos europeos con escenas de París y Londres, sin sus protagonistas). En el terreno musical lo mejor de la cinta es el mano a mano que realizan los pianistas cubanos Juan Bruno Tarraza y Feyo Vargara al inicio de la película. Seguidamente Ninón Sevilla baila y canta El gallo tuerto, acompañada por un desperdiciado Kiko Mendive.